# Hyalonema densum
Hyalonema densum är en svampdjursart som beskrevs av Lendenfeld 1915. Hyalonema densum ingår i släktet Hyalonema och familjen Hyalonematidae. Inga underarter finns listade i Catalogue of Life.